# 렌게지역
렌게지역(일본어: 蓮花寺駅)은 일본 미에현 구와나시에 위치한 산기 철도 호쿠세이 선의 철도역이다. 단선 승강장 1면 1선의 구조를 갖춘 지상역이다.

## 이용 현황
| 연도 | 승차 인원 |
| ---- | --------- |
| 1997 | 368       |
| 1998 | 356       |
| 1999 | 325       |
| 2000 | 324       |
| 2001 | 315       |
| 2002 | 301       |
| 2003 | 333       |
| 2004 | 294       |
| 2005 | 284       |
| 2006 | 252       |
| 2007 | 262       |
| 2008 | 327       |
| 2009 | 337       |
| 2010 | 352       |
| 2011 | 336       |
| 2012 | 355       |
| 2013 | 370       |
| 2014 | 359       |
| 2015 | 374       |
| 2016 | 384       |

## 역 주변
- 국도 제421호선
- 구와나 시 아리요시 지구 시민 센터

## 역사
- 1914년 4월 5일 : 호쿠세이 철도의 역으로서 개업.
- 1934년 6월 27일 : 사명 변경에 의해 호쿠세이 전기 철도의 역이 됨.
- 1944년 2월 11일 : 회사 합병에 의해, 미에 교통의 역이 됨.
- 1964년 2월 1일 : 사업 양도에 의해 미에 전기 철도의 역이 됨.
- 1965년 4월 1일 : 긴키 닛폰 철도가 미에 전기 철도를 합병해 긴테쓰 호쿠세이 선의 역이 됨.
- 1977년 4월 6일 : 승강장을 아게키 방면으로 3.0m 연장함.
- 2003년 4월 1일 : 사업 양도에 의해, 산기 철도의 역이 됨.
- 2007년 10월 30일 : 역사 내에 자동 발권기 · 자동 정산기 · 자동 개찰기 (1통로)가 설치되어, 도인 역으로부터의 원격제어에 의한 영업이 개시됨. 이에 의해, 호쿠세이 선 전 역에 자동 개찰기 · 정산기 · 발권기를 설치 완료함.
- 2008년 12월 1일 : 원래 역의 약 130m 아게키 방면으로 역이 이전됨. 역사 · 승강장 · 역 앞 광장 · 자전거 무료 거치대 · 무료 주차장이 신설되어, 사용 개시됨. 자동 개찰기가 1통로 설치되어, 합계 2통로가 됨.
- 2009년 7월 1일 : 구와나 시가 운행하는 커뮤니티 버스가 역 앞 광장에 환승 개시됨.

## 인접 역
| 산기 철도 호쿠세이 선    | 산기 철도 호쿠세이 선 | 산기 철도 호쿠세이 선 |
| ------------------------ | --------------------- | --------------------- |
| 니시벳쇼 니시쿠와나 방면 | ■ 호쿠세이 선         | 아리요시 아게키 방면  |